# Napa County
Napa County je okres ve státě Kalifornie v USA. K roku 2010 zde žilo 136 484 obyvatel. Správním městem okresu je Napa. Napa County je součástí San Francisco Bay Area. Na severu sousedí s Lake County a na jihu se Solano County. 24. srpna 2014 zasáhlo oblast zemětřesení o magnitudě 6,0. Pro ekonomiku okresu má základní význam pěstování révy vinné, nachází se zde vinařská oblast (American Viticultural Area) Napa Valley.